# Pascual Cebollada García
Pascual Cebollada García (Ferreruela de Huerva, província de Terol, 28 de maig de 1916 – Madrid, 18 d'agost de 2003) va ser un historiador, crític cinematogràfic i periodista espanyol.

## Biografia
Va estudiar als escolapis i començà a fer de periodista a alguns diaris de Saragossa. El 1934 es va traslladar a Madrid per estudiar Dret i Filosofia i Lletres a la Universitat Central de Madrid. El 1949 es va llicenciar en periodisme i ingressà com a funcionari als Ministeris de Governació, Informació i Turisme i Cultura. El 1942 va crear el Semanario del Servicio Informativo de Publicaciones y Espectáculos (SIPE), que va dirigir fins al 1947 i en el que va organitzar cursos de teoria i crítica de cinema. També va col·laborar a les revistes Signo i Ecclesia i va donar classes d'història del cinema a la Universitat de Valladolid. Des del 1952 va dirigir la Revista Internacional de Cine i va col·laborar als diaris i revistes Informaciones, ABC, Variety, Archipiélago, Cuadernos de Crítica de la cultura o Cuadernos Hispanoamericanos. De 1960 a 1972 fou president del Cercle d'Escriptors Cinematogràfics. De 1964 a 1989 dirigí la secció de crítica cinematogràfica del diari Ya.
El 1964 fou nomenat assessor i presentador cinematogràfic de Televisió Espanyola. També va formar part de l'Organització Catòlica Internacional del Cinema, del Comitè Internacional per a la Difusió de les Arts i les Lletres pel Cinema, del Centre Internacional de Cinema per a la Infància i la Joventut i del Consell de Cinema, Televisió i Comunicació Audiovisual de la UNESCO, del que en va ser president d'honor des de 1998.
El 1980 va fundar i dirigir la revista Cine y Más. També ha estat president de la Fundación Pascual Cebollada para la Cultura Audiovisual, creada el 2000 i que té un importante arxiu amb més de vuitanta mil carpetes i cent mil fitxes auxiliars. El 1998 va rebre un premi homenatge del CEC, qui ja havia premiat la seva tasca literària el 1954 i el 1956.

## Obres
- Guía de películas, Madrid, Xafaro, 1954.
- El prisionero. Estudio filmográfico, Madrid, Centro Español de Estudios Cinematográficos, 1960.
- Ingmar Bergman y El Séptimo Sello, Madrid, Centro Español de Estudios Cinematográficos, 1960.
- Decreto sobre los instrumentos de comunicación social, Madrid, Apostolado de Prensa, 1965.
- José F. Aguayo: director de fotografía, Santander, 2º Festival de Cine y TV de Santander, 1992
- Escándalo en las aulas, Madrid, Centro Español de Estudios Cinematográficos, 1963.
- Segundo de Chomón, Terol, Instituto de Estudios Turolenses, 1986;
- Biografía y películas de Fernando Rey, Barcelona, CILEH, 1992
- José María Forqué: un director de Cine, Barcelona, Royal Books, 1993
- Enciclopedia del Cine Español. Cronología, ts. I y II, Barcelona, Serbal, 1996;
- Mirada al Cine, Madrid, Centro Español de Estudios Cinematográficos y Audiovisuales, 1997;
- Madrid y el Cine, panorama fílmico de cien años de historia, Madrid, Consejería de Educación, 2000;
- Drama con Símbolos, Alacant, Biblioteca Virtual Miguel de Cervantes, 2001.